# أحمد بن علي بن جمال الدين
أحمد بن علي أو أحمد حرب أرعد بن علي صبر الدين (ازدهر في منتصف القرن الرابع عشر) ( - بعد 1355) هو ابن جمال الدين الأول. جعله إمبراطور إثيوبيا نيوايا كريستوس [الإنجليزية] الحاكم على أوفت حوالي عام 1346، بعد والده علي بن صبر الدين الذي ثار بدون جدوى ضد الإمبراطور، ووضعه في السجن. هو من سلالة ولشمع [الإنجليزية]. هو السلطان السادس عشر على أوفات حكم من عام 1346—1354.

## السيرة الشخصية
هو ابن علي بن صبر الدين. استلم ادور التابع، وبالتالي اعتبرها المؤرخون المسلمون سيئًا للغاية. يذكر كتاب كتاب الموسوعة الموجزة في التاريخ الإسلامي أن ملك الحبشة سيف أرعد أخذه إلى عاصمته وجعله في خدمته، وترك أحمد ابنه حق الدين هذا في أوفات.
عندما توطد حكم علي بن صبر الدين في سلطنة أوفات، أعلن الاستقلال عن ملك الحبشة. ولكن لم توافقه أهل البادية، ثم عين الحطي (سيف أرعد) ملك الحبشة أحمد بن علي بن صبر الدين على مملكة أوفات، ومن ثم عرف أحمد باسم حرب أرعد بن علي بن صبر الدين.

## فتره حكم
أفرج عن والده علي من السجن بعد ثماني سنوات وأعيد إلى الحاكم، وعندها عمل أحمد كخائن، وظل ظل لفترة طويلة مخلصًا للإثيوبيين. واستبعدوه من جميع مناصب السلطة. وطالب أحمد بتدخل الإمبراطور نيوايا كرستوس للحصول على مركز على منطقة واحدة. وبالفعل تدخل من أجل عودته إلى السلطة مرة أخرى. ولكن في حوالي عام 1354، أطيح به وحل محله والده على العرش. فر من البلاد مع أبنائه وكان أبناؤه يعتبرون منبوذين من قبل بقية أفراد عائلة والشمع.